# Agrius ypsilonnigrum
Agrius ypsilonnigrum är en fjärilsart som beskrevs av Felix Bryk 1953. Agrius ypsilonnigrum ingår i släktet Agrius och familjen svärmare. Inga underarter finns listade i Catalogue of Life.